# Celle (Allemagne)
Pour les articles homonymes, voir Zelle et Celle.
Celle (prononcé en allemand : /ˈtsɛlə/) est une ville de Basse-Saxe (Allemagne), à 40 km au nord-est de Hanovre. Elle est connue dans la région pour son centre-ville pittoresque (nombreuses maisons à colombages restaurées), son château et ses commerces et connue internationalement pour son haras national.

## Géographie
Celle se trouve dans la vallée de l'Aller, un affluent de la Weser.
La ville comprend 17 quartiers dont quelques-uns étaient précédemment des villages indépendants : Altencelle, Altenhagen, Blumlage/Altstadt, Bostel, Boye, Garßen, Gross Hehlen, Hehlentor, Hustedt, Klein Hehlen, Lachtehausen, Neuenhaeusen, Neustadt/Heese, Scheuen, Vorwerk, Westercelle et Wietzenbruch.

## Histoire
| Appartenances historiques Duché de Brunswick-Lunebourg 1235-1269 Principauté de Lunebourg 1269-1705 Électorat de Brunswick-Lunebourg 1705-1807 Royaume de Westphalie 1807-1813 Royaume de Hanovre 1814-1866 Royaume de Prusse (Province de Hanovre) 1866-1918 Empire allemand 1871-1918 République de Weimar 1918-1933 Reich allemand 1933-1945 Allemagne occupée 1945-1949 Allemagne de l'Ouest 1949-1990 Allemagne 1990-présent |

Celle a été mentionnée pour la première fois dans un document officiel en 985 sous le nom de Kellu.
Elle est l'ancienne résidence des ducs de Brunswick-Lunebourg, et a donné son nom à plusieurs branches de cette maison (voir : Principauté de Lunebourg). La ville passe à la Réforme dès 1524. Le réformateur Urbanus Rhegius appelé à Celle par le duc Ernest Ier de Brunswick-Lunebourg, organise et administre l'église luthérienne de Celle pendant plusieurs années à partir de 1530 en tant que surintendant.
Un traité y fut conclu en 1679 entre la France et la Suède, d'une part, et les ducs de Brunswick et de Wolfenbüttel de l'autre. Ce traité complétait celui de Nimègue.

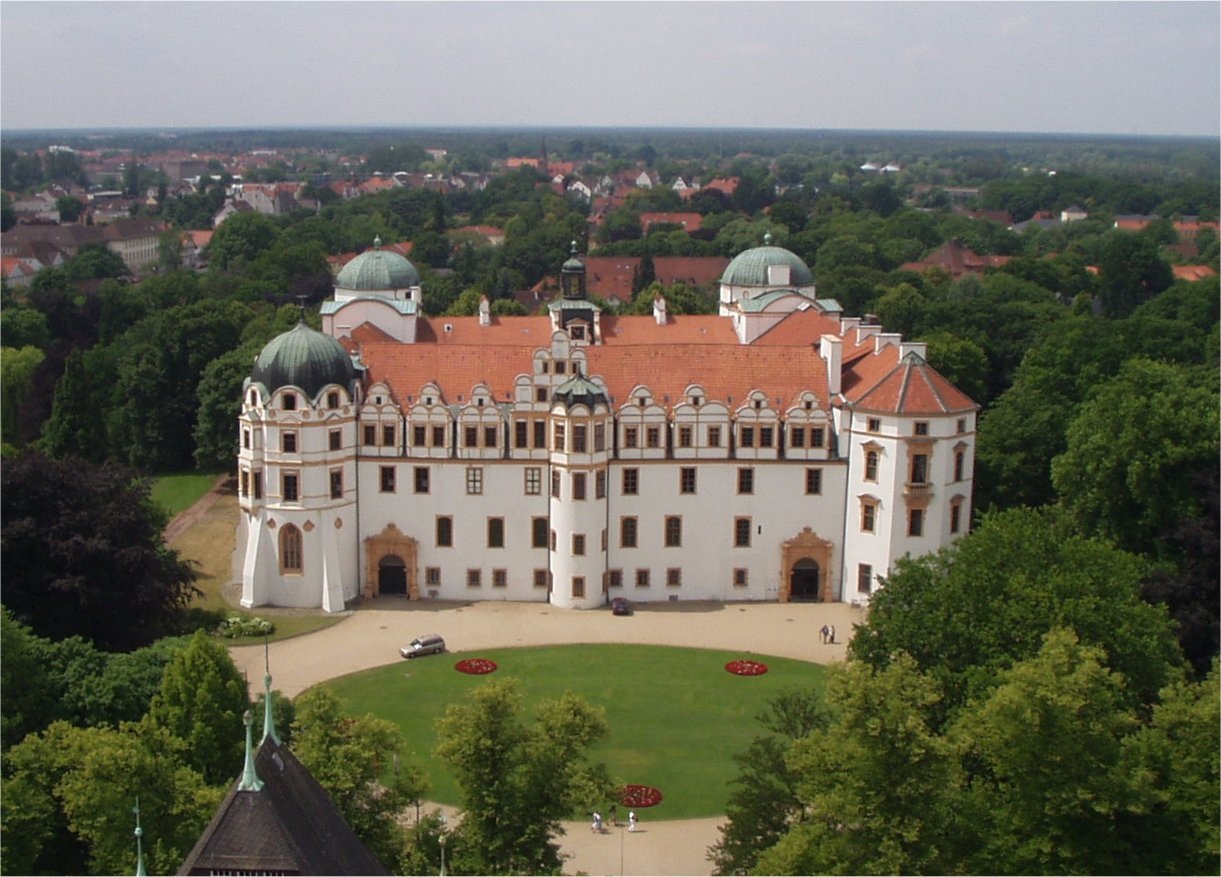
Château de Celle.

Après la révocation de l'édit de Nantes, en France (1685), de nombreux réfugiés huguenots s'installèrent à Celle, où existait encore une Église française-réformée, fondée par Éléonore Desmier d'Olbreuse, huguenote originaire du Poitou, la femme du duc Georges-Guillaume de Brunswick-Lunebourg et résidente de longue date du château de Celle. 
La reine de Danemark, Caroline-Mathilde vécut au château de 1772 à sa mort en 1775, après son bannissement du royaume et sa répudiation.
En 1866, la ville, appartenant jusque-là au royaume de Hanovre, devient prussienne et est intégrée à la province de Hanovre.
Pendant la Première Guerre mondiale, des soldats britanniques, polonais, roumains, français, belges, russes et des civils y furent internés comme prisonniers dans un camp.
Pendant la Seconde Guerre mondiale, un bombardement des Alliés le 8 avril 1945 détruisit 2,2 % de la ville (67 maisons à l'ouest de la ville, des zones industrielles et la gare).
Un train fut touché dans lequel plusieurs milliers de prisonniers étaient transportés du camp de concentration de Neuengamme vers le camp de concentration de Bergen-Belsen. Les bombes firent de très nombreuses victimes, mais plusieurs centaines de prisonniers réussirent à s'échapper dans les bois.
La SS, la Gestapo, des pompiers, des membres du Parti nazi et des citoyens de la ville participèrent alors à une gigantesque « chasse », qui fit entre 200 et 300 morts jusqu'au 10 avril 1945 et représenta le chapitre le plus sombre de l'histoire de la ville. Plusieurs des auteurs furent ensuite jugés et condamnés pour crime de guerre en décembre 1947 (voir massacre de Celle).
La ville fut prise le 12 avril par les unités du 8e corps de la 2e armée britannique.

## Jumelages
| Ville | Ville           | Pays | Pays        | Période                   |
| ----- | --------------- | ---- | ----------- | ------------------------- |
|       | Celle Ligure,   |      | Italie      | depuis 2001               |
|       | Holbæk,         |      | Danemark    | depuis 1980               |
|       | Hämeenlinna,    |      | Finlande    | depuis 1972               |
|       | Kwidzyn,        |      | Pologne     | depuis 1993               |
|       | Mazkeret Batya, |      | Israël      | depuis 2008               |
|       | Meudon,         |      | France      | depuis 1953               |
|       | Quedlinbourg,   |      | Allemagne   | depuis le 21 avril 1990   |
|       | Soumy,          |      | Ukraine     | depuis le 17 janvier 1990 |
|       | Tavistock,      |      | Royaume-Uni | depuis 1977               |
|       | Tioumen,        |      | Russie      | depuis le 25 mai 1994     |
|       | Tulsa,          |      | États-Unis  | depuis 2000               |

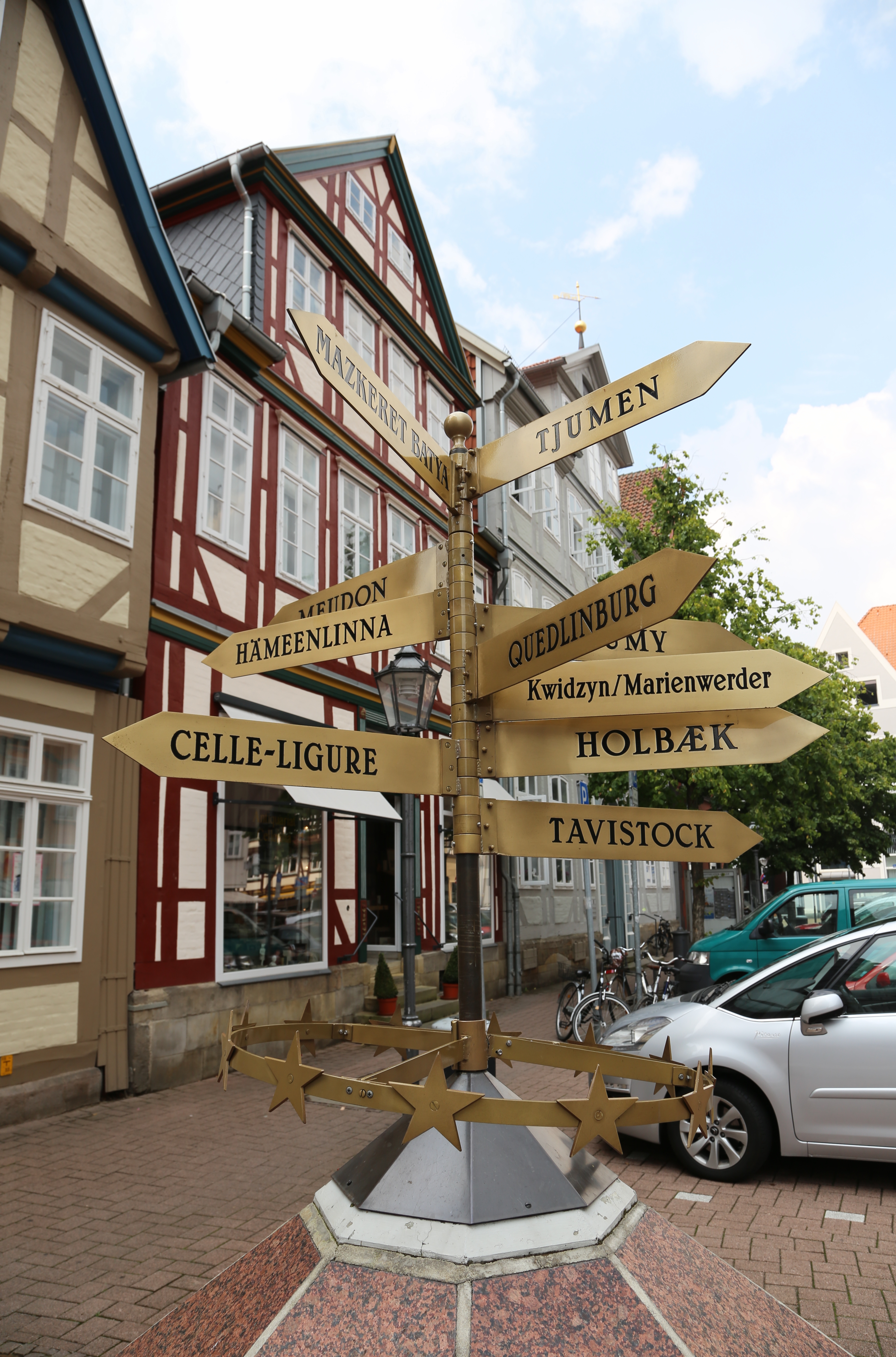
Poteau indicateur œuvre d'art (granite) avec blasons des jumelages.
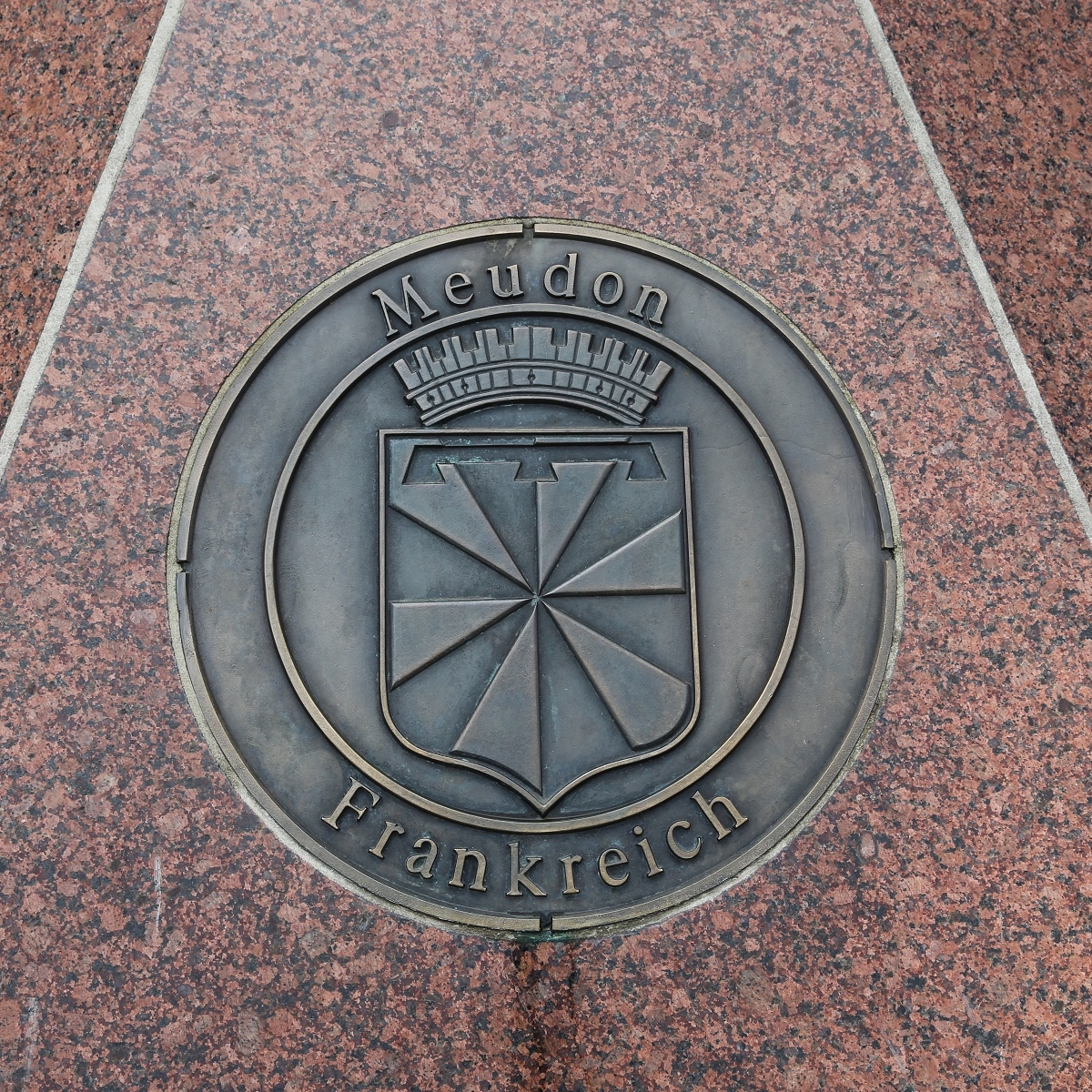
Meudon : blason du jumelage à Celle.
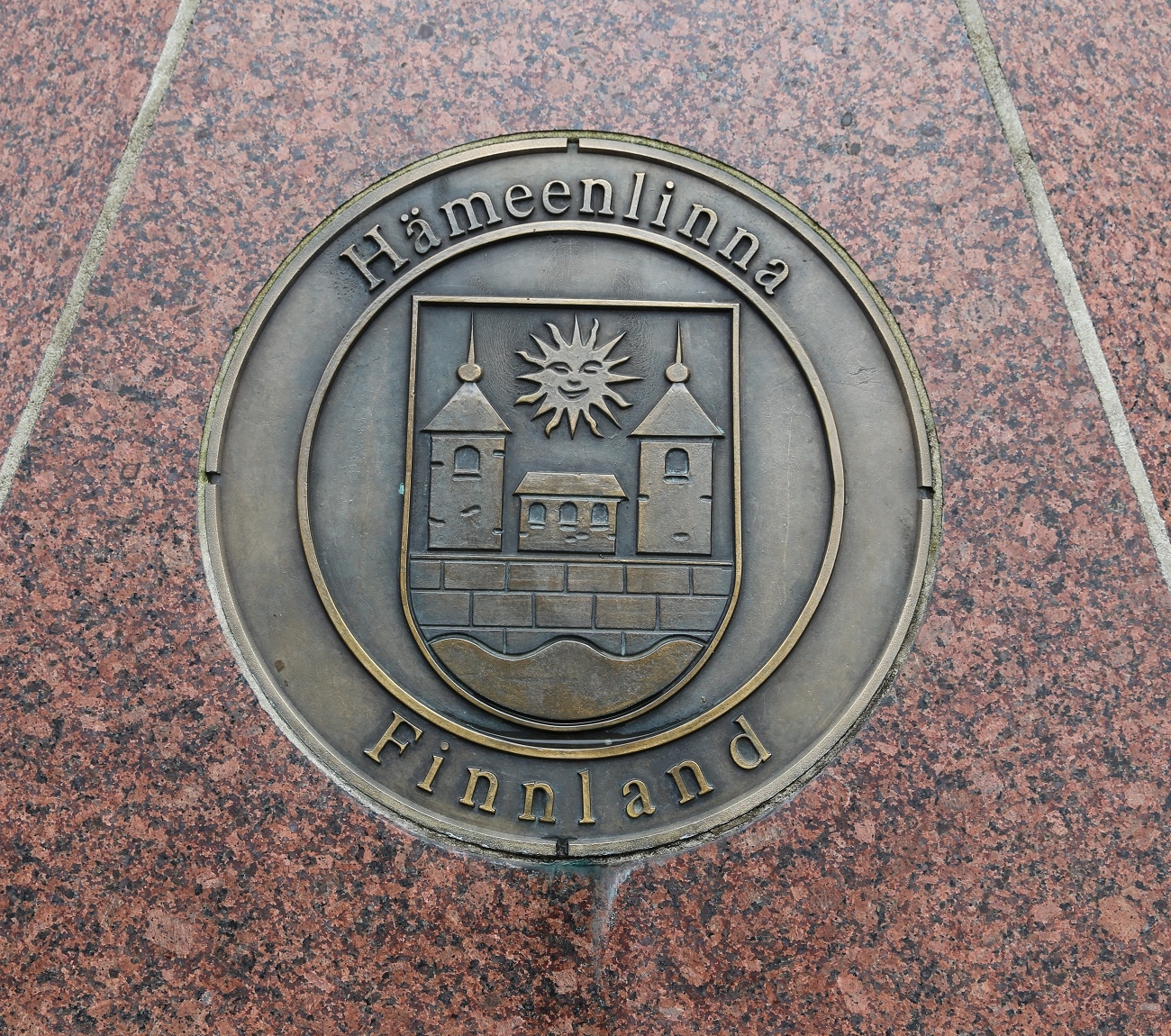
Hämeenlinna : blason du jumelage à Celle.
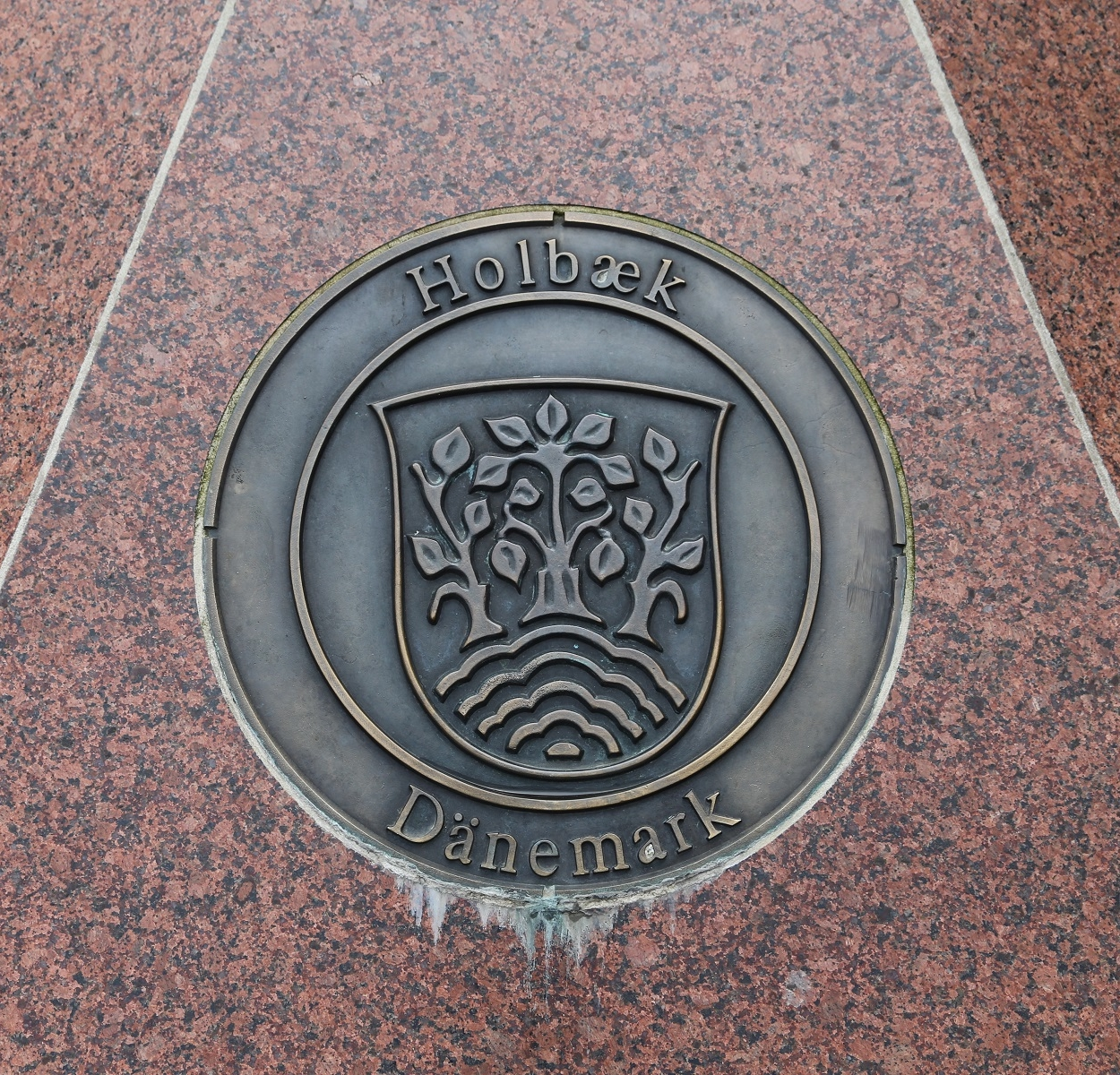
Holbæk : blason du jumelage à Celle.
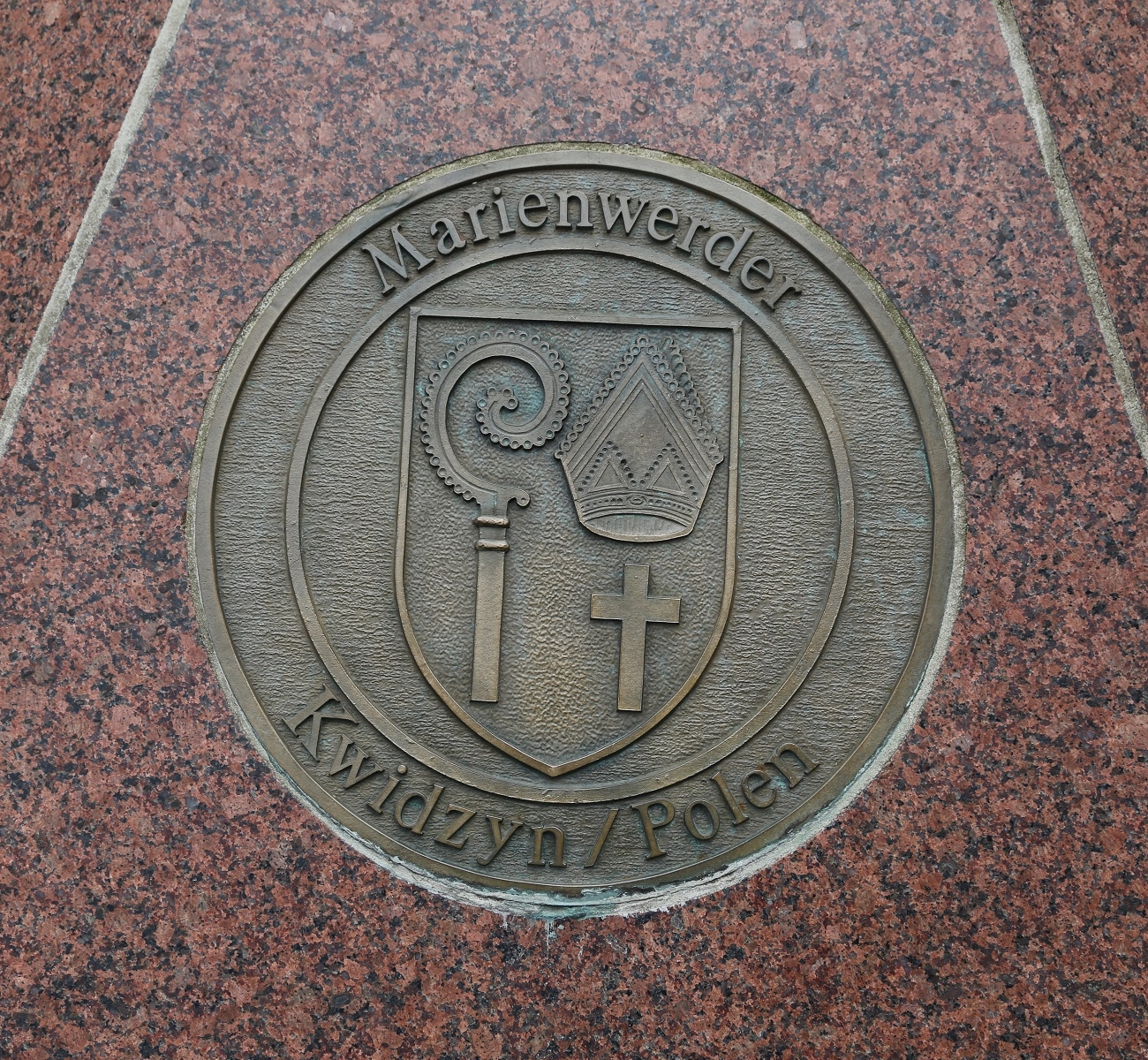
Kwidzyn : blason du jumelage à Celle.
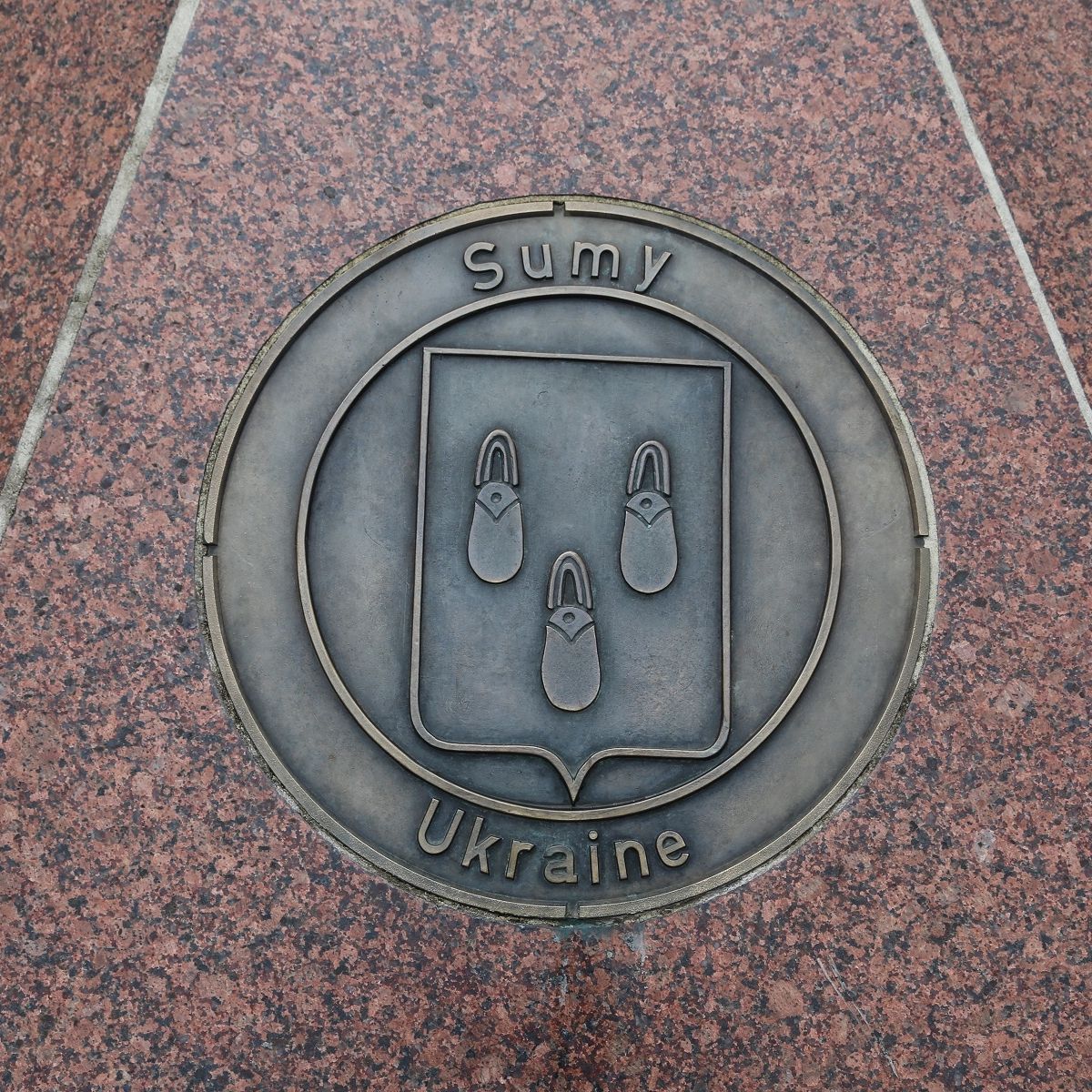
Sumy : blason du jumelage à Celle.
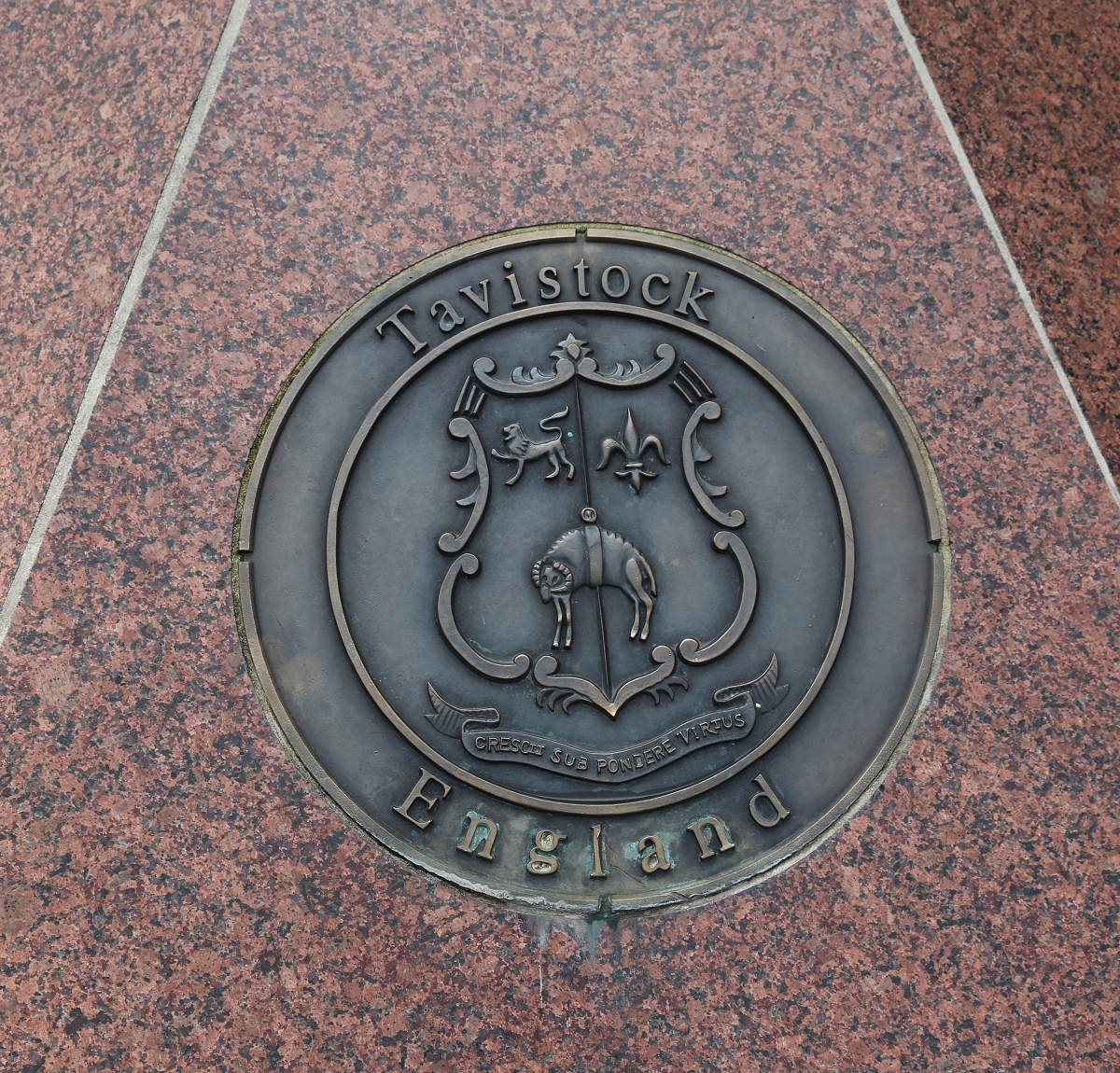
Tavistock : blason du jumelage à Celle.
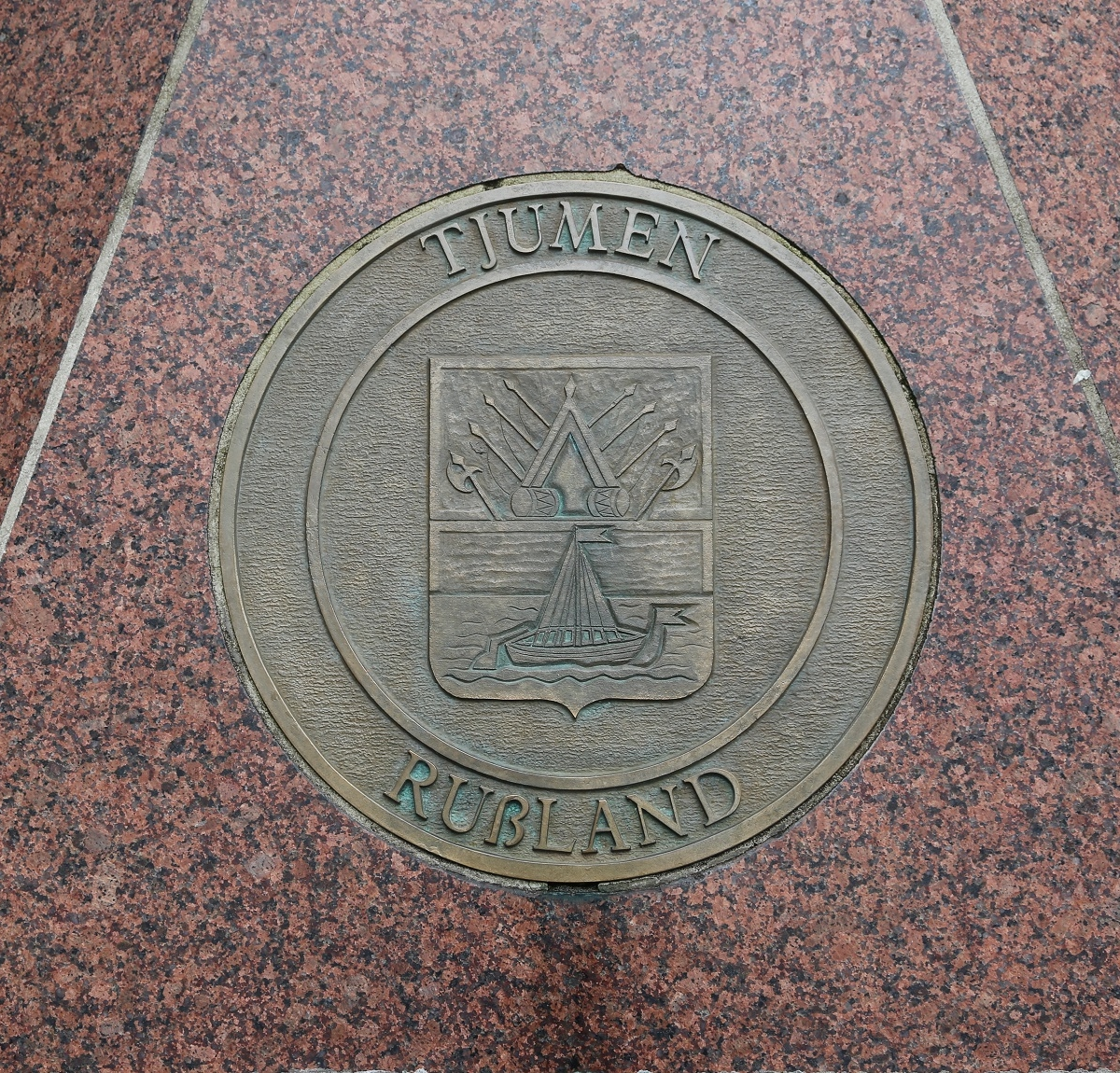
Tioumen : blason du jumelage à Celle.
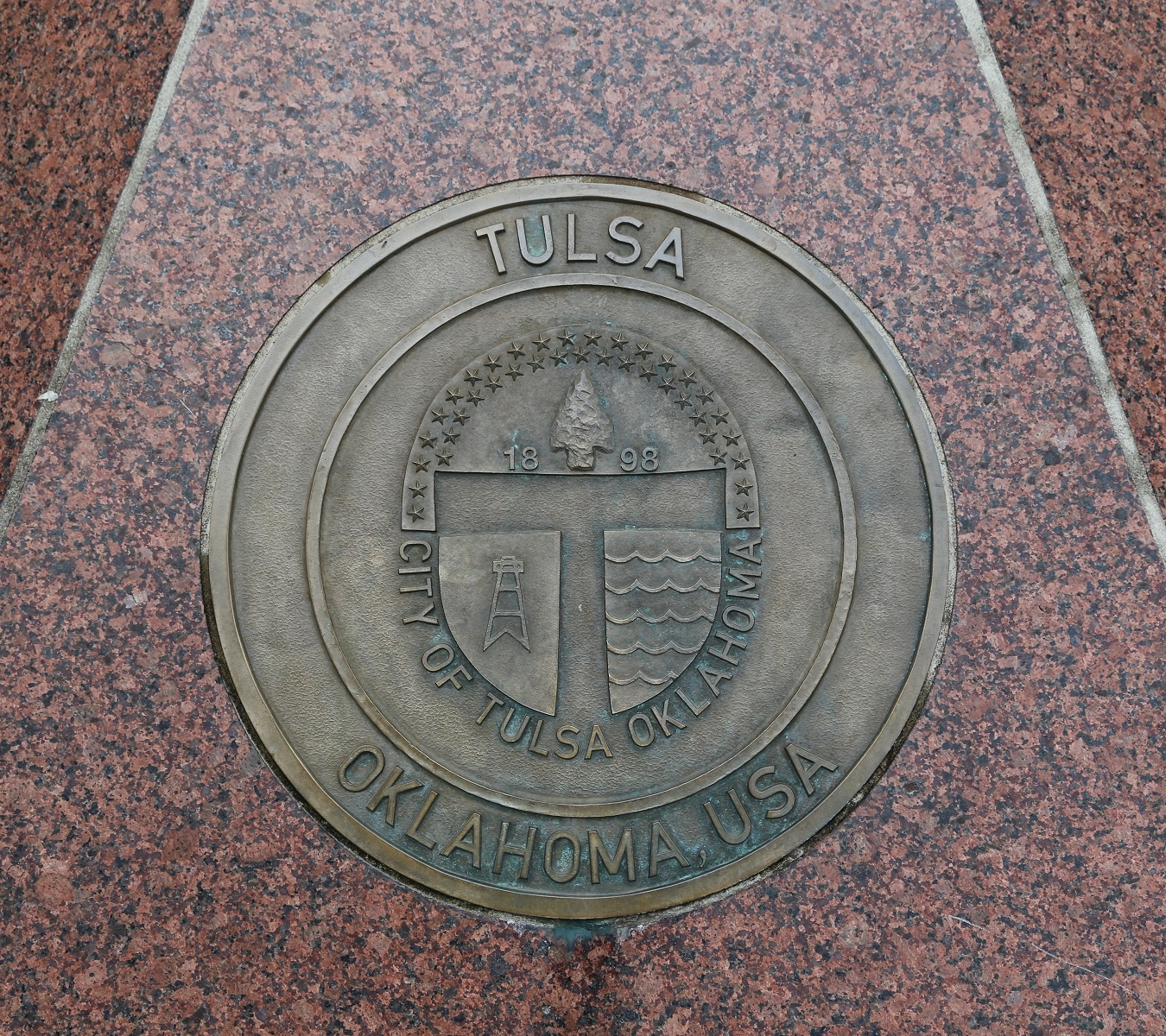
Tulsa : blason du jumelage à Celle.

## Personnalités liées à Celle
- Sophie-Dorothée de Brunswick-Lunebourg (1666-1726), épouse de George Ier de Grande-Bretagne, née à Celle.
- Johann Daniel Taube (1727-1799), médecin de la cour de Brunswick-Lunebourg.
- Georg Bicker (1754-1823), médecin décédé à Celle.
- Roland Freisler, (1893-1945), président du Volksgerichtshof, la plus haute cour de l'État national-socialiste, né à Celle.
- Christian Oliver (1972-2024), acteur allemand, né à Celle.
- Dustin Brown (1972-), un joueur de tennis jamaïcain, naturalisé allemand en 2010, né à Celle.